# Darevskia parvula
Darevskia parvula este o specie de șopârle din genul Darevskia, familia Lacertidae, ordinul Squamata, descrisă de Amédée Louis Lantz și Cyrén 1913. A fost clasificată de IUCN ca specie cu risc scăzut. Conform Catalogue of Life specia Darevskia parvula nu are subspecii cunoscute.